# Patrycja Chudziak

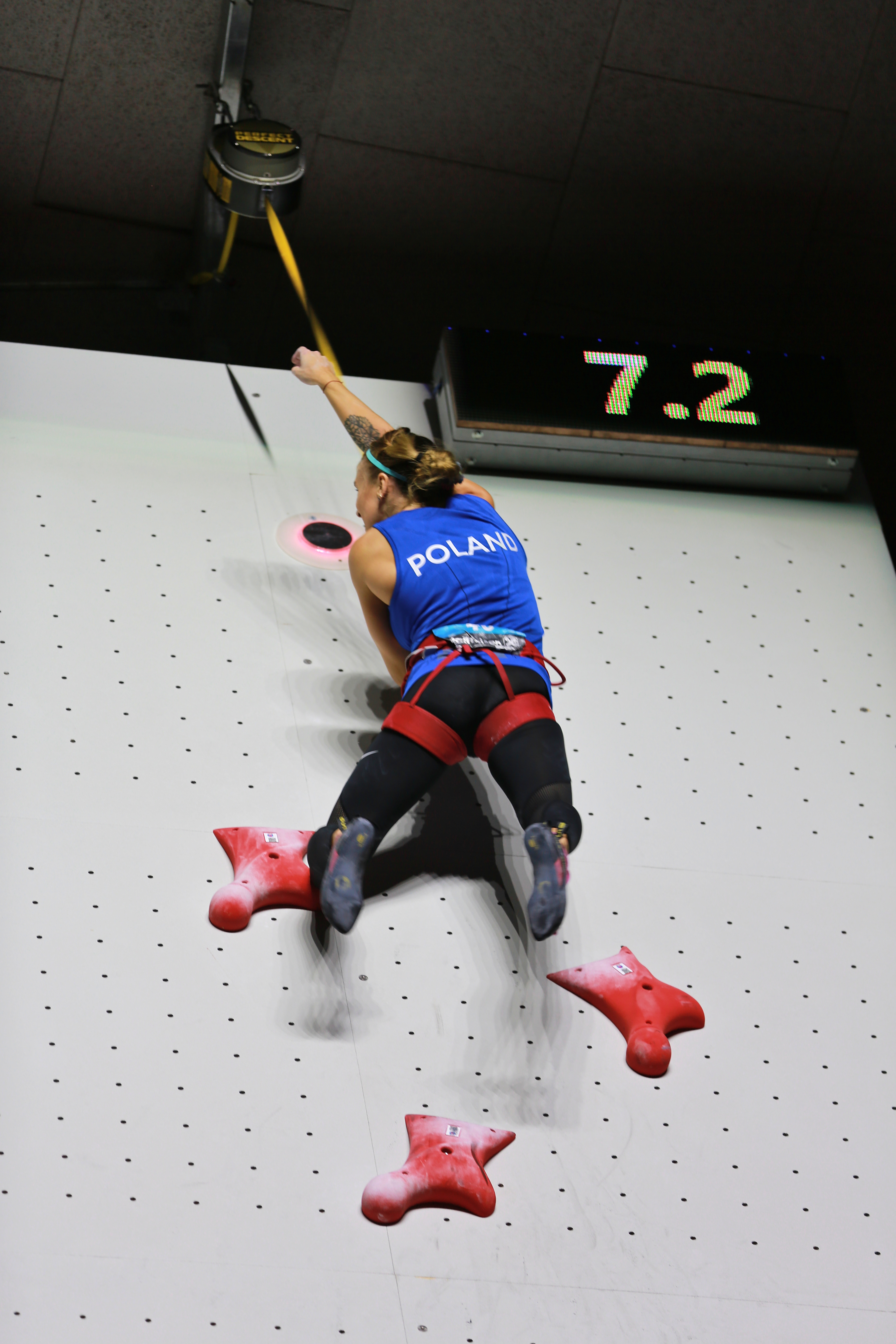
Mistrzostwa świata 2018 w Innsbrucku. Patrycja Chudziak wspina się po 5. miejsce.

Patrycja Chudziak (ur. 2 lipca 1997 w Lublinie) – polska wspinaczka sportowa, specjalizująca się we wspinaczce na czas oraz w łącznej. Srebrna medalistka Mistrzostw Europy 2024, medalistka mistrzostw świata juniorów w 2015 i 2016.

## Kariera sportowa
W 2015 roku zdobyła mistrzostwo świata juniorów w Arco oraz Mistrzostwo Europy w Edynburgu we wspinaczce na czas. Na mistrzostwach świata juniorów w chińskim Guangzhou w 2016 roku zdobyła srebrny medal.
Uczestniczka World Games we Wrocławiu w 2017 we wspinaczce na czas odpadła w duelu z Francuzką Anouck Jaubert.
W 2024 roku została wicemistrzynią Europy.

## Osiągnięcia

### Mistrzostwa świata
| Konkurencje        | 2014 | 2016 | 2018 | 2019 | 2021 | 2023 |
| Wspinaczka na czas | 11   | 8    | 5    | 7    | 9    | 6    |
| Wspinaczka łączna  | –    | –    | 31   | 41   | -    | -    |

### World Games
| Konkurencje  | 2017 |
| Wsp. na czas | 7    |

### Akademickie mistrzostwa świata
| Konkurencje  | 2018 |
| Wsp. na czas | 2    |

### Mistrzostwa Europy
| Konkurencje        | 2013 | 2015 | 2017 | 2019 | 2022 | 2024 |
| Wspinaczka na czas | 10   | 15   | 6    | 6    | 4    | 2    |

### Rock Master
| Konkurencje  | 2014 | 2016 | 2017 | 2018 |
| Wsp. na czas | 4    | 15   | 13   | 6    |